# دوستونبيك تورسنوف
دوستونبيك تورسنوف (مواليد 13 يونيو 1995) هو لاعب كرة قدم أوزبكستاني.

## وصلات خارجية
- دوستونبيك تورسنوف على موقع رابطة كرة القدم اليابانية للمحترفين (اليابانية)
- دوستونبيك تورسنوف على موقع دوري كوريا الجنوبية (الإنجليزية)
- دوستونبيك تورسنوف على موقع إي إس بي إن إف سي (الإنجليزية)
- دوستونبيك تورسنوف على موقع قاعدة بيانات كرة القدم.إي يو (الإنجليزية)
- دوستونبيك تورسنوف على موقع ناشيونال فوتبول تيمز (الإنجليزية)
- دوستونبيك تورسنوف على موقع Soccerway.com (الإنجليزية)
- دوستونبيك تورسنوف على موقع عالم كرة القدم.نت (الإنجليزية)